# Melbourne Knights
Der Melbourne Knights Football Club ist ein Fußballklub aus Melbourne, Australien. Der Verein ist einer der erfolgreichsten Fußballmannschaften Australiens; sie waren zweimal Meister der ehemaligen ersten Liga des Landes und Vorgänger der heutigen Victorian Premier League, der National Soccer League. Der Verein befindet sich in der südlichen Region Melbournes und hat große Sympathieträger aus der australisch-kroatischen Gemeinschaft.

## Geschichte
Der Verein wurde 1953 als SC Croatia von einer Gruppe kroatischer Immigranten in der Region Melbournes gegründet. Ihr erstes Spiel trugen sie am 10. April 1953 aus. 1954 wurden sie Mitglied der Victorian Soccer Federation, und sie traten der im selben Jahr gegründeten Victorian Provisional League bei. Der Verein stieg Mitte der 1960er Jahre zu einer der erfolgreichsten Mannschaften im Bundesstaat Victoria auf. In den 1990ern wurde der Verein die führende Mannschaft Australiens; sie erreichten in fünf von sechs Fällen das Finale, welches sie zweimal gewannen. In der Saison 1993/94 folgte die Umbenennung von SC Croatia zum heutigen Namen. Nach dem Zusammenbruch der NSL 2004 trat der Verein, neben dem anderen Victoria-Vertreter South Melbourne FC, wieder in der Victorian Premier League an.

### Logoshistorie

## Fans
Der Verein ist die größte außerhalb der australasiatischen A-League. Die meisten Fans stammen aus lokalen Gemeinde Melbournes und Geelongs und haben kroatische Wurzeln oder stammen aus Kroatien. Aber die Knights haben auch eine große Anhängerschaft überall im Land.
Der Verein hat einen inoffiziellen Fanclub namens MCF (Abkürzung für „Melbourne Croatia Fans“). Sie ist die aktivste und lautstärkste in der VPL. Ebenfalls bekannt sind die Fans vom Quary Hill. Sie waren während der Zeit der National Soccer League eine der führenden Fanclubs in diesem Wettbewerb, jedoch lösten sie sich nach dem Ende der NSL auf.

## Stadion
Das Heimstadion des Vereins ist zurzeit das Knights Stadium in Sunshine North, Victoria, welches im Jahr 1989 gebaut wurde. Ursprünglich befand sich der Clubhaus auf einem Villa-Grundstück, welches man durch Spenden vom Besitzer abkaufen konnte. Die Kapazität des Stadions beträgt 15.000 Plätze, und die „Knights“ haben mit dem Knights Stadium als wenige Clubs ein eigenes Vereinsheim.
2008 wurde das Stadion komplett renoviert. Für die Saison 2009 wurde das Stadion in „Mansion Stadium“ umbenannt, nach dem Online-Wettbüro Mansion88. 2011 wurden 900 alte und kaputte Sitze ausgetauscht, um die erste Runde der australasiatischen Supercross-Weltmeisterschaften auszuführen.

## Nicht-fußballerische Rollen

### Soziale Rolle
Der Club spielte und spielt immer noch eine große Rolle in der kroatisch-australischen Gemeinde. Nachdem viele Kroaten nach dem Zweiten Weltkrieg in den Süden flüchteten, wurden viele Fußballmannschaften gegründet, die nach den ethnischen Hintergrund basiert waren. Die Melbourne Knights wurde für viele kroatischen Migranten zum Zentrum ihrer Gemeinde, denn hier konnten sie mit anderen auf ihrer Muttersprache kommunizieren und sich als Teil dieser Leute fühlen. Außerdem erlaubte man kroatische Feste und Feierlichkeiten auf dem ehemaligen Sportplatz der Melbourne Knights. Durch den Klub blieben viele kroatische Traditionen und die Kultur in Australien erhalten.

### Politische Rolle
Mit der Zeit entwickelte der Verein ein Symbol des kroatischen Nationalismus in Victoria, wo viele Menschen vor dem kommunistischen Regimes Jugoslawiens geflohen sind. Also diente der Verein als „politische Mitteilung“ des kroatischen Volkes in Australien für ein freies Kroatien. Auch nach der Auflösung Jugoslawiens im Jahr 1991 galten die Melbourne Knights als Symbol des Stolzes für die Kroaten. Nachdem Kroatien unabhängig wurde, existierte die politische Rolle des Klubs nicht mehr länger.

## Rivalitäten

### Footscray JUST
Die Melbourne Knights hatten viele Rivalen während der Jahre. Die größte war die mit Footscray JUST. Da JUST, wie auch die Knights, seinen Ursprung aus Jugoslawien hatte, war der Hass der beiden Vereine groß. Die Rivalitäten begannen in den 1960er Jahren, als sie zum ersten Mal in der Victorian State League gegeneinander antraten.
Alle Spiele gegen Footscray Just (aus Sicht der Melbourne Knights)
- Spiele: 35
- Siege: 13
- Niederlagen: 12
- Unentschieden: 10

### South Melbourne
Nachdem Footscray JUST aus der NSL abgestiegen war, herrschte die größte Rivalität zwischen ihnen und dem South Melbourne FC.
Alle Spiele gegen South Melbourne
- Spiele: 108
- Siege: 28
- Niederlagen: 53
- Unentschieden: 27

### Andere
Außerdem gibt es weitere Rivalitäten zwischen ihnen und Perth Glory, den Preston Lions, Green Gully, Heidelberg United und Sunshine George Cross.

## Erfolge

### National Soccer League
- Australischer Meister: 1994/95, 1995/96
- Australischer Vizemeister: 1990/91, 1991/92, 1993/94
- Australischer Minor Premiers-Meister: 1990/91, 1991/92, 1993/94, 1994/95
- Play-off-Teilnehmer: 1984, 1985, 1989, 1989/90, 1990/91, 1991/92, 1993/94, 1994/95, 1995/96, 1996/97, 2000/01, 2001/02
- NSL-Cup-Sieger: 1994/95
- NSL-Cup-Vize: 1984

### Victorian Premier/Provisional League und regionale Titel
- Victorianischer Meister: 1968, 1978, 1979
- Victorianischer Vizemeister: 1980, 1981, 1982, 1983, 2008
- Victorianischer Minor-remiers-Meister: 2007, 2008
- Play-off-Teilnehmer: 2007, 2008
- Victorian-State-League-Cup-Meister: 1971, 1978, 1979, 1980, 1981, 1983
- Victorian-State-League-Cup-Vizemeister: 1982
- Victorian-State-League-Cup-Halbfinalist: 1967, 1968, 1969, 1970, 1971, 1978, 1979, 1980, 1981, 1982, 1983
- Dockerty/Mirabella-Cup-Meister: 1968, 1969, 1979, 1980, 1983, 1985, 1988[1], 1990, 1996
- Dockerty/Mirabella-Cup-Vizemeister: 1965, 1977, 1982, 1995, 2011
- Ampol Cup/Buffalo-Cup-Meister: 1968, 1971, 1972, 1977, 1978, 1980, 1986, 1987
- Ampol Cup/Buffalo-Cup-Vizemeister: 1969, 1984, 1985
- Victorian-Division-One-Meister: 1959, 1961 (als Preston Croat), 1962, 1964
- Victorian-Division-Two-Vizemeister: 1958
- Victorian-Metropolian/Provisional-League-Vizemeister: 1954, 1955, 1957

### Andere
- Ansett-Challenge-Shield-Meister: 1986, 1987
- Armstrong-Cup-Meister: 1966, 1977
- Inter-City-Cup-Meister: 1971
- Inter-City-Cup-Vizemeister: 1968, 1972
- Tynan-Eyre-Cup-Meister: 2001
- Tynan-Eyre-Cup-Vizemeister: 1998, 1999, 2000
- Australisch-kroatischer Fußballturnier-Meister: 1993, 2010, 2011, 2012